# Liste der Kulturgüter in Cressier FR
Die Liste der Kulturgüter in Cressier FR enthält alle Objekte in der Gemeinde Cressier im Kanton Freiburg, die gemäss der Haager Konvention zum Schutz von Kulturgut bei bewaffneten Konflikten, dem Bundesgesetz vom 20. Juni 2014 über den Schutz der Kulturgüter bei bewaffneten Konflikten sowie der Verordnung vom 29. Oktober 2014 über den Schutz der Kulturgüter bei bewaffneten Konflikten unter Schutz stehen.
Objekte der Kategorien A und B sind vollständig in der Liste enthalten, Objekte der Kategorie C fehlen zurzeit (Stand: 1. Januar 2023).

## Kulturgüter
| Foto | | Objekt | Kat. | Typ | Standort                            | Beschreibung |
| ---- | --------------------------------------------------------------------------------------------------- | --- | ---- | --- | ----------------------------------- | ------------ |
| ja   | Datei hochladen · Wikidata zu Herrenhaus de Reynold (Q29479032)                                     | Herrenhaus de Reynold / Manoir de Reynold KGS-Nr.: 02003                                                            | A    | G   | Route du Moos 1 577217 / 194224     |              |
| ja   | Datei hochladen · Wikidata zu Kirche Saint-Jean-l'Evangéliste (Q29689149)                           | Kirche Saint-Jean-l’Evangéliste / Église Saint-Jean-l’Evangéliste KGS-Nr.: 02004                                    | B    | G   | Place de l’Église 2 577277 / 194156 |              |
| BW   | Datei hochladen · Wikidata zu Bauernhaus Jacques Maillard (Q29689177)                               | Bauernhaus von Jacques Maillard / Ferme de Jacques Maillard KGS-Nr.: 09951                                          | B    | G   | Route de l’École 2 577238 / 194137  |              |
| BW   | Datei hochladen · Wikidata zu Bauernhaus Benoît Farvagniez (Q29689162)                              | Bauernhaus von Benoît Farvagniez / Ferme de Benoît Farvagniez KGS-Nr.: 13043                                        | B    | G   | Route de la Gare 7 577309 / 194270  |              |
| BW   | Datei hochladen · Wikidata zu Reynolds kleiner Herrensitz, bekannt als Château d'En-Bas (Q29689192) | Reynolds kleiner Herrensitz, genannt Château d’En-Bas / Petit Manoir de Reynold dit Château d’En-Bas KGS-Nr.: 13044 | B    | G   | Route de la Poya 5 577302 / 194084  |              |